# Van Tuyllpark (sneltramhalte)
Van Tuyllpark is een sneltramhalte van RandstadRail in Zoetermeer. Het is een van de vijf stations aan de Oosterheemtracé, de in 2006 geopende nieuwe zijtak van de Zoetermeer Stadslijn naar station Lansingerland-Zoetermeer. Het is een viaductstation gebouwd over een fietspad die de Prismalaan West met het Van Tuyllpark verbindt. De tramdienst wordt al sinds de opening door de Haagse vervoersmaatschappij HTM gereden.
De halte werd gebouwd in 2012 en werd op 19 mei 2019 in gebruik genomen door RandstadRail 4 en op 23 juli 2020 door RandstadRail 34.
De Uithof · 
Beresteinlaan ·
Bouwlustlaan ·
De Rade ·
Dedemsvaartweg ·
Zuidwoldepad ·
Leyenburg ·
Monnickendamplein ·
Tienhovenselaan ·
Dierenselaan ·
De la Reyweg ·
Monstersestraat ·
HMC Westeinde ·
Brouwersgracht ·
Grote Markt ·
Spui ·
Centraal Station (NS) ·
Beatrixkwartier ·
Laan van NOI (NS) ·
Voorburg 't Loo ·
Leidschendam-Voorburg ·
Forepark ·
Leidschenveen ·
Voorweg Laag ·
Centrum-West ·
Stadhuis ·
Palenstein ·
Seghwaert ·
Willem Dreeslaan ·
Oosterheem ·
Javalaan ·
Van Tuyllpark ·
Lansingerland-Zoetermeer (NS)